# قائمة فنادق السعودية

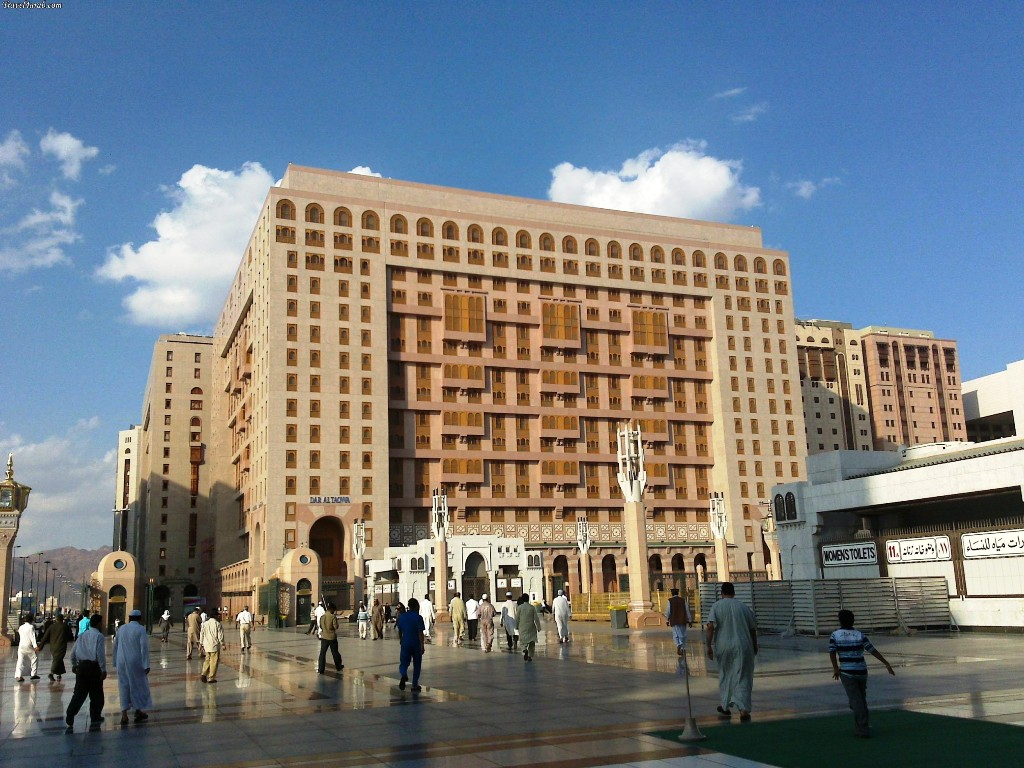
فندق دار التقوى إنتركونتيننتال

الفندق  (الجمع: فنادق) أو النُزُل  (الجمع: أنزال) هو مسكن يسكن فيه الشخص لوقت قصير مقابل أجر، مؤثث مفروش وقد يكون مزوداً بأجهزة منزلية ووسائل راحة وترفيه؛ مع توفير خدمات الطعام والنظافة والصيانة وغيرها.

## قائمة فنادق السعودية
تحتوي هذه القائمة على أسماء فنادق في السعودية.
- أبراج كدي
- أبراج البيت

- انتركونتيننتال الطائف

- ساعة مكة
- فندق فور سيزونز الرياض

- فندق أوبروي المدينة
- فندق المدينة شيراتون
- فندق دار الإيمان إنتركونتيننتال
- فندق دار التقوى إنتركونتيننتال

- سويس أوتيل مكة

- فندق جبل عمر حياة ريجنسي مكة
- فندق فيرمونت برج ساعة مكة الملكي

- برج رافال

- مركز المملكة